# Revue Européenne des Migrations Internationales
La Revue Européenne des Migrations Internationales (REMI) es una revista científica fundada en 1985 por el geográfo Gildas Simon. Es una revista de carácter pluridisciplinar cuyo propósito es difundir artículos en francés, inglés y español que estudien las migraciones internacionales y las relaciones interétnicas.
La REMI publica cuatro números al año, algunas veces dos sobre una misma temática. Hoy en día, su contenido es completamente accesible y gratuito gracias a su participación en el movimiento de la ciencia abierta. El acceso principal se encuentra en la plataforma Openedition,plataforma en la cual se encuentra la totalidad de sus artículos en la lengua original en que fueron publicados y sus traducciones de ser el caso. Su contenido también está disponible en la plataforma Cairn. En Cairn.info están los artículos en francés, en Cairn.inter se encuentran los artículos en inglés y en Cairn.mundo los artículos en español. También tiene presencia en bases de datos como Persée, Scopus, y HAL. 
La revista se edita por la Universidad de Poitiers con la colaboración del INSHS del CNRS. La persona responsable jurídicamente de la revista es el o la Presidente de la Universidad de Poitiers. La sede de la revista está ubicada en el edificio de la Maison des Sciences de l’Homme et de la Société de Poitiers (Casa de las Ciencias del Hombre y de la Sociedad) de la Universidad de Poitiers, en Francia. 

## Historia
La revista fue fundada en 1985 por el geógrafo francés Gildas Simon, mismo año en el que fundó la Asociación AEMI (Association pour l'Étude des Migrations Internationales), que hoy en día es el laboratorio de investigación Migrinter. Gildas Simon es pionero en el proceso de institucionalización de los estudios sobre migraciones en Francia al esforzarse por inscribirlos en un contexto científico y político de más amplio reconocimiento. Su participación fue clave para que el Centro Nacional para la investigación científica francés, o CNRS (por sus siglas en francés Centre national de recherche scientifique) reconociera las migraciones como objeto de estudio científico. Después de varias reuniones con las directivas del CNRS además de otras acciones como la creación de la asociación, de la revista REMI, la inauguración de un centro de documentación en la MSHS (por sus siglas en francés: Maison de sciences de l'homme et de la société), el CNRS reconoce los estudios migratorios como parte de las ciencias humanas y sociales, específicamente en el dominio de la geografía y las ciencias del territorio.
La REMI ha sido clave para la difusión y documentación científica en el campo de las migraciones.   

Olivier Clochard y Gilles Dubus recuerdan el modo en que la REMI ha situado la migración en el centro de la escena internacional y ha abierto nuevos campos de acción y ha abierto nuevos campos y cuestiones. Los cambios graduales de los últimos 40 años han contribuido a hacer de la REMI una revista de la ciudad que llega a un público cada vez más público más amplio.
Adelina Miranda, 2024., p. 13

Original en francés: Olivier Clochard et Gilles Dubus rappellent la manière dont la REMI a placé les migrations au cœur des enjeux internationaux de la recherche et ouvert de nouveaux champs et problématiques. Il apparait que les progressifs changements connus depuis 40 ans contribuent à faire de la REMI une revue dans la cité qui s’adresse à un public de plus en plus ample.
Adelina Miranda, 2024., p. 13

En 2002, la revista lanzó su formato digital, y publicó en formato físico y digital hasta 2021, cuando el comité tomó la decisión de dejar de publicar en papel y pasarse completamente al formato digital como respuesta de adaptación ante las nuevas prácticas de los lectores. Gracias a esta transición, la revista ha ganado mucha visibilidad alrededor del mundo y se ha hecho cada vez más accesible. A partir del enero del año 2024, la revista es accesible de manera gratuita e inmediata gracias a su pertenencia al movimiento de la Ciencia Abierta. Como se mencionó anteriormente, el acceso principal se encuentra en la plataforma Openedition,plataforma en la cual se encuentra la totalidad de sus artículos en la lengua original en que fueron publicados y sus traducciones de ser el caso, en Cairn.info están los artículos en francés, en Cairn.inter se encuentran los artículos en inglés y en Cairn.mundo los artículos en español. El archivo de artículos publicados entre 1985 y 2001 está en Persée. 

## Tipos de artículos
- Artículos para el dosier temático: con una extensión de entre 55.000 y 70.000 caracteres. Son artículos de investigación en el campo de la migración escritos por investigadores y jóvenes investigadores.
- Notas de investigación: con una extensión de entre 30.000 y 45.000 caracteres. Son artículos que visibilizan estudios exploratorios o investigaciones inéditas, con una metodología original y sobre un tema de actualidad vinculado a las migraciones.
- Notas de lectura: con una extensión de entre 6.000 y 8.000 caracteres. Son artículos que reseñan obras recientemente publicadas y relevantes para los estudios en migraciones. La revista maneja una base de datos en zotero en la que propone a los autores obras sobre las cuales pueden escribir. En esta base de datos también está el archivo de notas de lectura anteriormente publicadas.
- Crónicas: con una extensión de entre 10.000 y 20.000 caracteres. Las crónicas pueden ser de actualidad, jurídicas, de estudios estadísticos o de tipo portafolio.  Una crónica de actualidad como su nombre lo indica, trata un tema de interés actual, las crónicas jurídicas son análisis sobre cuestiones normativas y legales sobre las migraciones, los estudios estadísticos presentan cifras vinculadas a las migraciones y las crónicas de tipo portafolio dan cuenta de trabajos de investigación sobre migraciones cuyo corpus se compone de imágenes.